# Будинок, в якому у 1881 и 1887 роках жив І. П. Павлов
Будинок, у якому в 1881 і 1887 роках жив І. П. Павлов (рос. Дом, в котором в 1881 и 1887 годах жил И. П. Павлов) — будівля в Ростові-на-Дону. Розташований за адресою: Велика Садова вулиця, будинок 97. Маєток відомий тим, що в ньому двічі зупинявся російський учений-фізіолог Іван Петрович Павлов. Будівля має статус об'єкта культурної спадщини федерального значення.

## Історія
Маєток на Великій Садовій вулиці збудований у третій чверті XIX століття. Він належав Евстігнею Никифоровичу Хмельницькому, майбутньому міському голові. Молодшою сестрою дружини Хмельницького була Серафима Василівна Карчевська — майбутня дружина Івана Павлова.
Навесні 1881 року Павлов приїхав до Ростова, щоб зіграти весілля з Карчевською, і зупинився в будинку Хмельницького. 25 травня 1881 року відбулося весілля. Святкування проходили у вузькому сімейному колі. Після весілля молодята провели в цьому будинку близько двох тижнів. У 1887 році Павлов з дружиною і сином знову відвідали Ростов. Вони зупинялися в маєтку на Великій Садовій вулиці.
У 1949 році до сторіччя з дня народження І. П. Павлова на фасаді будинку встановили меморіальну дошку з текстом: «У цьому будинку у 1881 і 1887 рр. жив великий російський фізіолог В. П. Павлов — патріот нашої Батьківщини, творець сучасної матеріалістичної фізіології». 30 серпня 1960 року Постановою Ради Міністрів РРФСР будівлю взяли під державну охорону. У 1971 році меморіальна дошка була замінена на нову, виконану скульптором О. Ч. Кахановською.
Нині у будинку знаходиться дитячий магазин.

## Архітектура
Одноповерховий цегляний будинок має прямокутну конфігурацію в плані. Дах чотирьохскатний з горищем. Фасад будинку виходить на Велику Садову вулицю. Зліва від будинку розташовані ворота, що ведуть у двір. Віконні прорізи парадного фасаду мають багатий декор. У центральній частині розташовані п'ять однакових вікон, обрамлених профільованими лиштвами й прикрашених дугоподібними сандриками. Вікна, розташовані з боків, виділені рустованими лопатками. Парадний вхід, розташований зліва, декорований фронтоном. Будівля має коридорну систему планування з двостороннім розташуванням приміщень.